# Dasychira basigutta
Dasychira basigutta är en fjärilsart som beskrevs av Francis Walker 1855.
Dasychira basigutta ingår i släktet Dasychira och familjen tofsspinnare. Inga underarter finns listade i Catalogue of Life.